# Ceraphron orbitalis
Ceraphron orbitalis är en stekelart som beskrevs av Paul Dessart 1975. Ceraphron orbitalis ingår i släktet Ceraphron och familjen pysslingsteklar. Inga underarter finns listade i Catalogue of Life.